# Royal Pains
Royal Pains ist eine US-amerikanische Dramaserie mit Mark Feuerstein in der Rolle des jungen Arztes Henry „Hank“ Lawson, der durch eine umstrittene Entscheidung seinen Arbeitsplatz in einer Klinik verliert und mit seinem jüngeren Bruder Evan Lawson in die Hamptons zieht. Dort wird Hank durch Zufall Hausarzt für die Reichen und Berühmten, nachdem er einer Frau auf einer Party das Leben rettet.
Anfang November 2014 wurde die Produktion einer siebten und achten Staffel mit je acht Episoden angekündigt. Im März 2016 entschied sich das USA Network dazu, die Serie nach der achten Staffel zu beenden. Das Serienfinale lief am 6. Juli 2016.

## Handlung
Zu Beginn der Serie ist Dr. Henry „Hank“ Lawson als praktizierender Arzt in einem Krankenhaus in Brooklyn tätig. Allerdings wird er bereits in der ersten Folge entlassen. Der Grund dafür ist, dass er die Behandlung eines instabilen Patienten der des Hauptsponsors des Krankenhauses, welchen er bereits stabilisiert hat, vorzieht. Durch eine Verkettung unglücklicher Umstände verliert dieser Hauptsponsor jedoch sein Leben und Hank wird entlassen.
Durch die Verbreitung dieses Vorfalls durch die Krankenhausleitung gelingt es Hank auch nicht, einen neuen Job zu finden, obwohl er ein sehr begabter Arzt ist. Von diesem Schicksal getroffen, versinkt Hank in Melancholie. Seine Verlobte sagt die geplante Hochzeit ab und trennt sich von ihm, er macht Schulden und verbringt den größten Teil seiner Zeit biertrinkend vor dem Fernseher.
Dies ändert sich an dem Tag, an dem sein Bruder Evan ihn zu einer Party in die Hamptons mitnimmt. Diese wird von einem dort lebenden Deutschen ausgerichtet, der sich nur „Boris“ nennt. Boris ist sehr auf Diskretion bedacht und legt großen Wert auf Privatsphäre. Als auf der Party einer der weiblichen Gäste zusammenbricht und Boris’ Privatarzt nur einen Drogenmissbrauch diagnostiziert, schreitet Hank ein, da er eine Vergiftung der jungen Frau sieht. Er behandelt sie und erspart ihr somit eine Therapie gegen Drogenmissbrauch.
Seit dieser Behandlung ist Hank quasi in die Rolle des Privatarztes der „Reichen und Schönen“ hineingedrängt worden. Mit der Hilfe seines etwas aufdringlichen Bruders und der medizinisch-technischen Assistentin Divya Katdare hat er nach anfänglichen Unschlüssigkeiten beschlossen, die Fa. HankMed (ein mobiler Ärztedienst) aufzumachen, die vornehmlich den reichen, aber auch den weniger betuchten Bewohnern der Hamptons zur Verfügung steht. Auch die Leiterin des örtlichen Krankenhauses, Jill Casey, ist ein Grund für Hank, in den Hamptons zu bleiben. Er hat sie auf der allerersten Party kennengelernt und führt mit ihr eine etwas komplizierte Beziehung.

## Besetzung und Synchronisation
Die deutsche Synchronisation entsteht unter der Dialogregie von Marius Clarén, Benedikt Rabanus und Peter Woratz durch die Synchronfirma Scalamedia GmbH in Berlin.

### Hauptrollen
| Rolle                              | Zusatzinformation                                      | Schauspieler/in | Synchronsprecher  | Hauptrolle (Staffel) | Nebenrolle (Staffel) |
| ---------------------------------- | ------------------------------------------------------ | --------------- | ----------------- | -------------------- | -------------------- |
| Dr. Henry „Hank“ Lawson            | Facharzt für Notfallmedizin                            | Mark Feuerstein | Frank Schaff      | 1–8                  |                      |
| Evan R. Lawson                     | Finanzchef (CFO) von HankMed und Hanks jüngerer Bruder | Paulo Costanzo  | Marcel Collé      | 1–8                  |                      |
| Divya Katdare                      | Medizinisch-technische Assistentin                     | Reshma Shetty   | Giuliana Jakobeit | 1–8                  |                      |
| Jill Casey                         | Klinikleiterin des Hampton Heritage                    | Jill Flint      | Sonja Spuhl       | 1–4                  | 8                    |
| Boris Kuester von Jurgens-Ratenicz |                                                        | Campbell Scott  | Bernd Vollbrecht  | 4–8                  | 1–3                  |
| Paige Collins                      | Freundin (und spätere Ehefrau) von Evan R. Lawson      | Brooke D’Orsay  | Manja Doering     | 4–8                  | 2–3                  |
| Dr. Jeremiah Sacani                | Helfende Hand bei HankMed                              | Ben Shenkman    | Rainer Fritzsche  | 5–8                  | 4                    |

### Nebenfiguren
| Rolle                    | Zusatzinformation                               | Schauspieler/in    | Synchronsprecher       | Staffel |
| ------------------------ | ----------------------------------------------- | ------------------ | ---------------------- | ------- |
| Ms. „New Parts“ Newberg  | Seit Staffel 2 Freundin von Edward R. Lawson    | Christine Ebersole | Philine Peters-Arnolds | 1-8     |
| Tucker Bryant            |                                                 | Ezra Miller        | Filipe Pirl            | 1–8     |
| Libby                    | Tuckers Freundin                                | Meredith Hagner    | Luisa Wietzorek        | 1–8     |
| Marshall David Bryant IV | Tuckers Vater                                   | Andrew McCarthy    | Erich Räuker           | 1–8     |
| Dr. Charlie Casey        | Jills (Ex-)Ehemann und Arzt am Hampton Heritage | Bruno Campos       | Peter Flechtner        | 1       |
| Dr. Emily Peck           | Ärztin                                          | Anastasia Griffith | Tatjana Pokorny        | 2       |
| Dr. Elizabeth Blair      | Facharzt für Chirurgie                          | Marcia Gay Harden  | Ulrike Möckel          | 2       |
| Edward „Eddie“ R. Lawson | Hank und Evans Vater                            | Henry Winkler      | Bodo Wolf              | 2–8     |
| Dr. Marisa Casseras      | Ärztin                                          | Paola Turbay       | Zoraya López           | 2–8     |
| Adam                     |                                                 | Patrick Heusinger  | Kim Hasper             | 2–8     |

## Ausstrahlung

### Vereinigte Staaten
Die Serie läuft in den USA in Erstausstrahlung  auf dem USA Network. Die erste Staffel mit Pilotfilm und elf weiteren Folgen lief vom 4. Mai bis zum 27. August 2009. Vom 3. Juni 2010 bis zum 24. Februar 2011 wurde die 18 Folgen umfassende zweite Staffel ausgestrahlt. Bereits im September 2010 wurde eine ebenfalls 18 Folgen umfassende dritte Staffel bestellt, welche zwischen dem 29. Juni 2011 und dem 22. Februar 2012 von USA Network ausgestrahlt wurde. Im September 2011 gab der Sender die Produktion einer 16 Folgen umfassenden vierten Staffel bekannt, die später allerdings auf 14 Folgen reduziert wurde.
Im September 2012 gab USA Network unter dem Titel Off-Season Greetings einen Weihnachtsfernsehfilm zur Serie bekannt, in dem die Hochzeit von Evan und Paige thematisiert wird. Die Ausstrahlung des Filmes fand am 16. Dezember 2012 statt. Ende September 2012 verlängerte USA Network die Serie um eine fünfte und sechste Staffel mit jeweils 13 Episoden. Die fünfte Staffel wurde vom 12. Juni bis zum 11. September 2013 ausgestrahlt. Die sechste Staffel war vom 10. Juni bis zum 2. September 2014 zu sehen. Im März 2016 gab USA Network das Serienende nach der achten Staffel bekannt; das Serienfinale lief am 6. Juli 2016.

### Deutschland
Die Ausstrahlung in Deutschland und damit auch die deutschsprachige Erstausstrahlung erfolgt auf RTL. Die erste Staffel lief vom 17. Mai bis zum 2. August 2011. Durchschnittlich kam die Serie auf 2,79 Millionen Zuschauer und damit auf 13,0 Prozent des Gesamtpublikums. Auch mit 17,6 Prozent bei 1,64 Millionen Zuschauern der werberelevanten Zielgruppe lag Royal Pains auf RTL-Senderschnitt.
Die ersten fünf Folgen der zweiten Staffel wurden direkt im Anschluss an die erste Staffel gesendet, sie erreichten Marktanteile zwischen 16,4 und 12,5 Prozent. Die weiteren Episoden der zweiten Staffel wurden zwischen dem 31. Januar und dem 24. April 2012 gezeigt. Insgesamt fielen die Quoten der zweiten Staffel im Verlauf der Ausstrahlung bei RTL ab. Im Durchschnitt sahen lediglich 2,28 Millionen Zuschauer bzw. 10,1 Prozent des Gesamtpublikums zu, damit kam Royal Pains auf 1,35 Millionen Zuschauer bzw. 14,1 Prozent der werberelevanten Zielgruppe. Die dritte Staffel wird seit dem 27. Mai 2015 auf Super RTL ausgestrahlt, seit Juli 2015 strahlt Super RTL auch die vierte Staffel aus.

### Schweiz
Die erste Staffel der Serie wurde ab dem 6. Juni 2011 in der Schweiz auf SRF zwei ausgestrahlt. Die zweite Staffel der Serie wurde vom 5. Dezember 2011 bis zum 19. März 2012 gesendet. Die dritte Staffel wurde vom 8. April bis zum 24. Juni 2013 bei SRF zwei gesendet. Die vierte Staffel wurde vom 28. April bis zum 25. August 2014 ausgestrahlt. Den Weihnachtsfernsehfilm zur Serie strahlt der Sender SRF zwei am 15. und 22. September 2014 aus.

### Österreich
In Österreich begann der Sender Puls 4 die Ausstrahlung der ersten Staffel am 9. Dezember 2011 und endete am 9. März 2012. Die zweite Staffel der Serie wurde vom 16. März bis zum 13. Juli 2012 gesendet.

## DVD-Veröffentlichung
Deutschland
- Staffel 1 erschien am 18. August 2011
- Staffel 2 erschien am 7. Juni 2012
- Staffel 3 erschien am 14. November 2013
- Staffel 4 erschien am 12. März 2015
- Staffel 5 erschien am 17. November 2016
- Staffel 6 erschien am 15. November 2018

Vereinigte Staaten
- Staffel 1 erschien am 25. Mai 2010
- Staffel 2 erschien am 17. Mai 2011
- Staffel 3.1 erschien am 3. Januar 2012
- Staffel 3.2 erschien am 29. Mai 2012
- Staffel 4 erschien am 7. Mai 2013
- Staffel 5 erschien am 23. September 2014

Großbritannien
- Staffel 1 erschien am 26. Juli 2010
- Staffel 2 erschien am 12. August 2013
- Staffel 3 erschien am 5. August 2013